# John Dick
John Hart Dick (Govan, Glasgow, Escocia; 19 de marzo de 1930 - Chigwell, Essex, Inglaterra; septiembre de 2000) fue un futbolista escocés. Jugaba de delantero.

## Trayectoria
Nacido en Glasgow, Dick fue uno de lo máximos goleadores del West Ham United y fue el primer jugador del club en ser seleccionado escocés. Entre 1953 y 1962 John Dick jugó 364 partidos para los Hammers y anotó 176 goles en todas las competiciones. Es el tercer goleador histórico del club. En 1962 fue transferido al Brentford por £17,500. Dick falleció en el año 2000.

## Selección nacional
Dick solo jugó un encuentro con la selección de Escocia, fue en 1959 contra Inglaterra en el Estadio de Wembley.

## Clubes
| Club                   | País       | Año       |
| ---------------------- | ---------- | --------- |
| Crittall Athletic      | Inglaterra | ?         |
| West Ham United        | Inglaterra | 1953-1962 |
| Brentford              | Inglaterra | 1962-1965 |
| Gravesend & Northfleet | Inglaterra | ?         |

## Palmarés

### Títulos nacionales
| Título                          | Club      | País       | Año     |
| ------------------------------- | --------- | ---------- | ------- |
| Football League Fourth Division | Brentford | Inglaterra | 1962-63 |